# Sabiłki
Sabiłki – dawna okolica szlachecka. Tereny, na których była położona, leżą obecnie na Białorusi, w obwodzie grodzieńskim, w rejonie smorgońskim, w sielsowiecie Krewo.

## Historia
W czasach zaborów okolica w gminie Krewo, w powiecie oszmiańskim, w guberni wileńskiej Imperium Rosyjskiego. W 1866 roku liczyła 40 mieszkańców w 6 domach. W 1905 roku wieś liczyła 27 mieszkańców, 53 dziesięcin.
W latach 1921–1945 okolica leżała w Polsce, w województwie wileńskim, w powiecie oszmiańskim, w gminie Krewo.
W 1931 zaścianek w 6 domach zamieszkiwało 26 osób.
Wierni należeli do parafii rzymskokatolickiej w Krewie. Miejscowość podlegała pod Sąd Grodzki w Smorgoniach i Okręgowy w Wilnie; właściwy urząd pocztowy mieścił się w Krewie.